# Iermólino (Perm)
|  | Per a altres significats, vegeu «Iermólino». |

Iermólino (en rus: Ермолино) és un poble del krai de Perm, a Rússia, que el 2016 tenia 6 habitants.